# 国民総生産
国民総生産（こくみんそうせいさん、英:Gross National Product、略称:GNP）とは、ある一定期間にある国民によって新しく生産された財（商品）やサービスの付加価値の総計である。景気を測る指標として利用されてきたが、国民経済計算の体系変更（1993SNAの導入)に伴い、国民総所得 (Gross National Income、GNI) が新たに導入され、GNPの概念はなくなり、現在は国内総生産（Gross Domestic Product、GDP)が重視されている。
また、世界の総生産の合計は、世界総生産 (Gross World Product、GWP)と呼ぶ。

## 計数の特徴
「国民総生産」でいう「国民」とは当該国の居住者主体を対象とする経済的な概念であり国籍とは関係がない。個人の場合、主として当該領土内に6か月以上の期間居住しているすべての人を含む一方、一般に国外に2年以上居住する人は非居住者として扱われる。

### 注意点
GNPは、時間の価値は勘定されていない。もっと目立たない欠陥もあり、1つは実際に生産される財・サービスのすべてを集計していない（例：家庭内の生産、自給自足など）。もう1つの欠陥は財・サービスの産出高が増えることの良し悪しである（例：震災による建築ブームとそうでない建築ブームを同一視する）。

## GNPとGDPの違い
GDPに、海外で生産された付加価値の内、国内に送金されたものを加え、国内で生産された付加価値の内、国外に送金されたものを引いた数字をGNPという。GNP=GDP+第一次所得収支である。

実質GNPと実質GDPとの差は小さく、同じ傾向を示す。
「国の実体経済」を表す指標としては、国民総生産 (GNP) よりも国内総生産 (GDP) が重視されるようになった。国民総生産は、国の経済活動を判断する上で有益な指標と考えられてきたが、1980年代ごろから「対外投資などを通じて海外での生産活動に貢献した報酬を含んでおり、本来の国の生産量を正確に計ることができない」という理由から、国内総生産という概念が用いられるようになってきた。
国連の1993SNAなどでもGNPの概念そのものがなくなっており、それに代わる概念として国民総所得（Gross National Income = GNI）が導入されている。

## GNPからGNIへ
国民総所得 (GNI) は「当該国の居住者主体によって受け取られた所得の総額」で、国内総生産に国外からの所得（雇用者報酬、財産所得）の純受取を加算したものである。
内閣府が発表している日本の国民経済計算では、2000年から93SNA（注：1993年に国際連合が勧告した、国民経済計算の体系）に移行したことに伴って国民総生産 (GNP) に替わる概念として国民総所得 (GNI) が統計に掲載されている。68SNA（注：1968年の国連勧告）における名目GNPと93SNAにおける名目GNIは概念的にも全く同一のものであるが、68SNAに基づいて推計されてきた実質GNPと93SNAにおける実質GNIは輸出入価格の差によって生じる所得の実質額（交易利得）の分だけ異なっている。GNPに替わってGNIという概念が使われるようになったのは、GNP (GNI) がGDPに雇用者報酬や投資収益などの財産所得・企業所得など海外からの所得を加えたものであり、生産というよりは所得の指標という性格が強いと言えるからである。

## GNP (GNI) ランキング
世界銀行によるGNP (GNI) ランキングは次のとおり。
- 単位：10億USドル

| 順位 | 2011年         | 2011年     | 2010年         | 2010年     | 2009年         | 2009年     |
| ---- | -------------- | ---------- | -------------- | ---------- | -------------- | ---------- |
| 1    | アメリカ合衆国 | 15,097.083 | アメリカ合衆国 | 14,648.955 | アメリカ合衆国 | 14,135.520 |
| 2    | 中国           | 6,628.086  | 中国           | 5,717.592  | 中国           | 4,822.913  |
| 3    | 日本           | 5,774.376  | 日本           | 5,359.236  | 日本           | 4,793.538  |
| 4    | ドイツ         | 3,594.303  | ドイツ         | 3,513.807  | ドイツ         | 3,472.823  |
| 5    | フランス       | 2,775.664  | フランス       | 2,745.670  | フランス       | 2,742.735  |
| 6    | イギリス       | 2,366.544  | イギリス       | 2,373.636  | イギリス       | 2,532.124  |
| 7    | イタリア       | 2,146.998  | イタリア       | 2,149.222  | イタリア       | 2,141.109  |
| 8    | ブラジル       | 2,107.628  | ブラジル       | 1,859.414  | ブラジル       | 1,575.897  |
| 9    | インド         | 1,746.481  | インド         | 1,539.419  | スペイン       | 1,469.901  |
| 10   | カナダ         | 1,570.886  | カナダ         | 1,475.865  | カナダ         | 1,412.899  |